# Tania Ganitsky
Tania Ganitsky (Bogotá, 1986) es una escritora, traductora, editora, poeta y ensayista colombiana. 

## Trayectoria
Ganitsky estudió en la Pontificia Universidad Javeriana la carrera de Estudios Literarios y realizó una maestría en la Universidad de los Andes sobre Literatura y Filosofía. Comenzó a escribir cuentos a temprana edad, pero fue a los 12 años cuando nació su amor por la poesía. En 2006 ganó el Concurso Nacional de poesía de la Universidad Externado de Colombia con su selección de poemas titulado El don del desierto. En el año 2012 recibió la mención de honor en el X Certamen Literario Gonzalo Rojas Pizarro de Chile, lo cual la impulsó a seguir escribiendo poesía.
En 2014 recibió la distinción a mejor obra inédita del Premio Nacional de Poesía con su primer libro Dos cuerpos menos, el cual es una colección de poemas que Ganitsky había escrito en los últimos años. La obra está dividida en tres partes: Deseo de ser piel roja, tiene que ver con la imaginación y con querer ser otra cosa; Por ejemplo un error, formada por poemas de amor y Otras lecturas, un diálogo con otras voces, con el cine y con la filosofía. Este libro fue publicado en 2015.
En el año 2016 fue coautora del libro Moradas interiores. Además, ese mismo año sus poemas fueron parte del libro 38 poetas latinoamericanas, publicado por el departamento de literatura de la Universidad Autónoma de México. Fue editora y ensayista, junto a otros poetas colombianos, del fanzine de poesía La Trenza, el cual reflexiona sobre las mujeres que escriben poesía en Colombia. 
En 2019 estuvo entre los 5 finalistas al Premio Nacional de Poesía (Colombia) otorgado por el Ministerio de Cultura con su libro Desastre lento. Actualmente trabaja como docente, dictando talleres de poesía en distintas universidades de Bogotá. Es editora en la revista Huellas de la Universidad del Norte, emitida en la ciudad de Barranquilla. En adición trabaja como colaboradora y traductora de la revista de poesía Otro Páramo. Reside en Inglaterra y es candidata a un doctorado en Filosofía y Literatura en la Universidad de Warwick.
Entre sus intereses se encuentran la literatura de posguerra, el testimonio, la comunidad, la estética política, la teoría literaria y crítica de recepción. En 2022 fue miembro del equipo de seleccionadores del Premio Loewe de poesía.

## Estilo literario
En los poemas de Ganitsky hay una cohabitación y un contraste entre la realidad y la ficción. En ellos encontramos una reflexión sobre la pérdida, y muchos de sus escritos pueden verse como una invitación a redescubrir sentimientos e imágenes. 
La temática de sus poemas se centra en la vulnerabilidad del ser humano, el amor, la belleza y la esperanza. Esta última siempre representada como un faro que ilumina en medio de las sombras y simboliza el resurgimiento del mundo luego de la tormenta. Ganitsky usa recurrentemente en sus poemas animales que aparecen en sueños, para hacer referencia al encuentro entre el mundo animal y humano. Un animal que aparece con frecuencia es el caballo.

## Obras
- El don del desierto (2009)
- Dos cuerpos menos (2015)
- Moradas interiores coautora (2016)
- Cráter (2017)
- Desastre lento (2019)
- La suspensión de los objetos flotantes (2020)
- Rara (2021)
- El fuego que quería recordar (2021)
- Emily Dickinson y lo incompleto (2024)

## Premios
| Premio                                                            | Obra                | Año  | País/Lugar                                   |
| ----------------------------------------------------------------- | ------------------- | ---- | -------------------------------------------- |
| Concurso Nacional de Poesía                                       | El don del desierto | 2009 | Universidad Externado de Colombia, Colombia. |
| Mención de honor en el X Certamen Literario Gonzalo Rojas Pizarro | Aprendizaje         | 2012 | Lebu, Chile.                                 |
| Premio Nacional de Poesía Obra Inédita                            | Dos cuerpos menos   | 2018 | Bogotá, Colombia.                            |

## Poemas
- El mundo
- Dicen
- El fantasma de Sitting Bull
- Crecí en la montaña
- Procesión fúnebre de Paul Celan
- Las velas
- Por la noche
- Rana
- Los caballos
- Si volvieramos al Edém
- Asistimos
- Ucrania
- Ví una foto
- Elegía amazónica
- Al pie de la cerca

Entre otros. 